# Grozdana Cvitan
Grozdana Cvitan (Zaton, 20.  svibnja 1953.), hrvatska je pjesnikinja, esejistica, kritičarka i novinarka, radni vijek provela kao novinarka i urednica u nakladništvu.

## Životopis
Rođena u Zatonu. U Šibeniku je završila gimnaziju. Diplomirala je filozofiju i kroatistiku na Filozofskom fakultetu, polazila postdiplomski iz hrvatske književnosti. Novinarstvom se bavila ponajprije na radiju, a zatim u novinama.
Autorica je priloga u raznim zbornicima, časopisima, novinama, na Trećem programu HR itd. Suradnica je projekata Repertoar hrvatskih kazališta I-III, Kulturna politika Republike Hrvatske - Nacionalni izvještaj (nakladništvo i književnost) Vijeća Europe i Ministarstva kulture RH voditelja Vjerana Katunarića (Zagreb, 1998.), u nekoliko je mandata izbornica za književnost i voditeljica Nore na MDF u Šibeniku. Autorica je i suautorica nekoliko radio-drama i urednica brojnih knjiga. Bila je članica prvih redakcija Vijenca i Zareza, kolumnistica, autorica rubrike o svecima u sarajevskom listu Svjetlo riječi.
S Danijelom Srdarevim (ko)autorica i urednica monografije Godišnje doba radosti (u povodu 50. obljetnice MDF-a).
Prolazeći kroz ostavštinu Ive Brešana u šibenskom Državnom arhivu, pronašla je nikad objavljenu i nikad igranu dramu Čovječja ribica.
28. rujna 2022. godine, na svečanoj sjednici Gradskog vijeća grada Šibenika održanoj u HNK Šibenik, Grozdani Cvitan dodijeljena je Nagrada Grada Šibenika za "tragove o ljudima čija su djela trajna i slavna povijest Šibenika".

## Vanjske poveznice
- Grozdana Cvitan, normativni zapis autora u Katalogu NSK
- Grozdana Cvitan u bazi podataka Češke nacionalne knjižnice
- Grozdana Cvitan u Kongresnoj knjižnici SAD-a